# Wamberg (Garmisch-Partenkirchen)

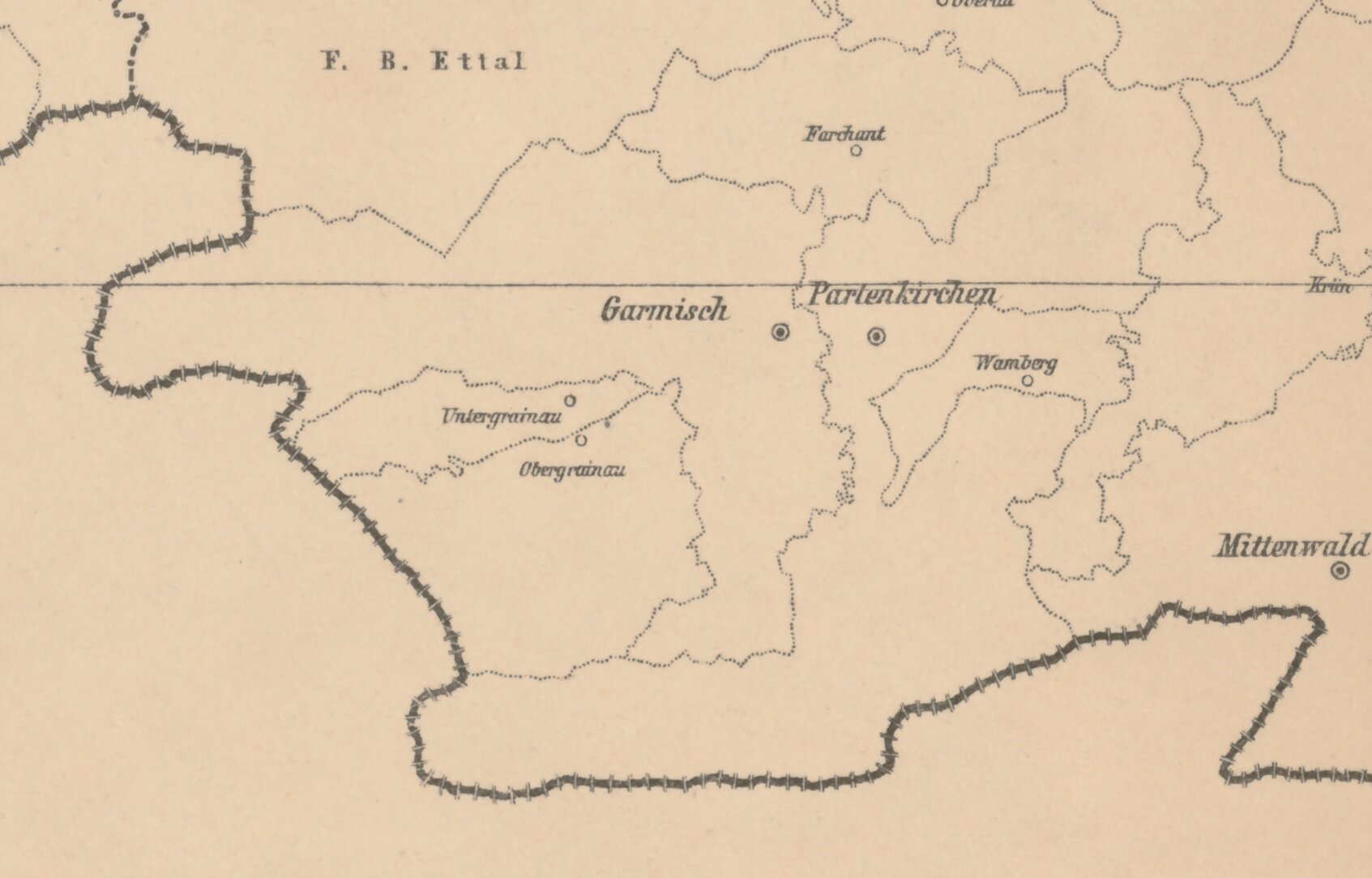
Der Ausschnitt aus der bayerischen Gemeindegrenzkarte von 1892 zeigt die am 1. Januar 1935 zusammengelegten Gemeinden Garmisch und Partenkirchen sowie die am 1. Juli 1978 eingegliederte Gemeinde Wamberg noch separat.

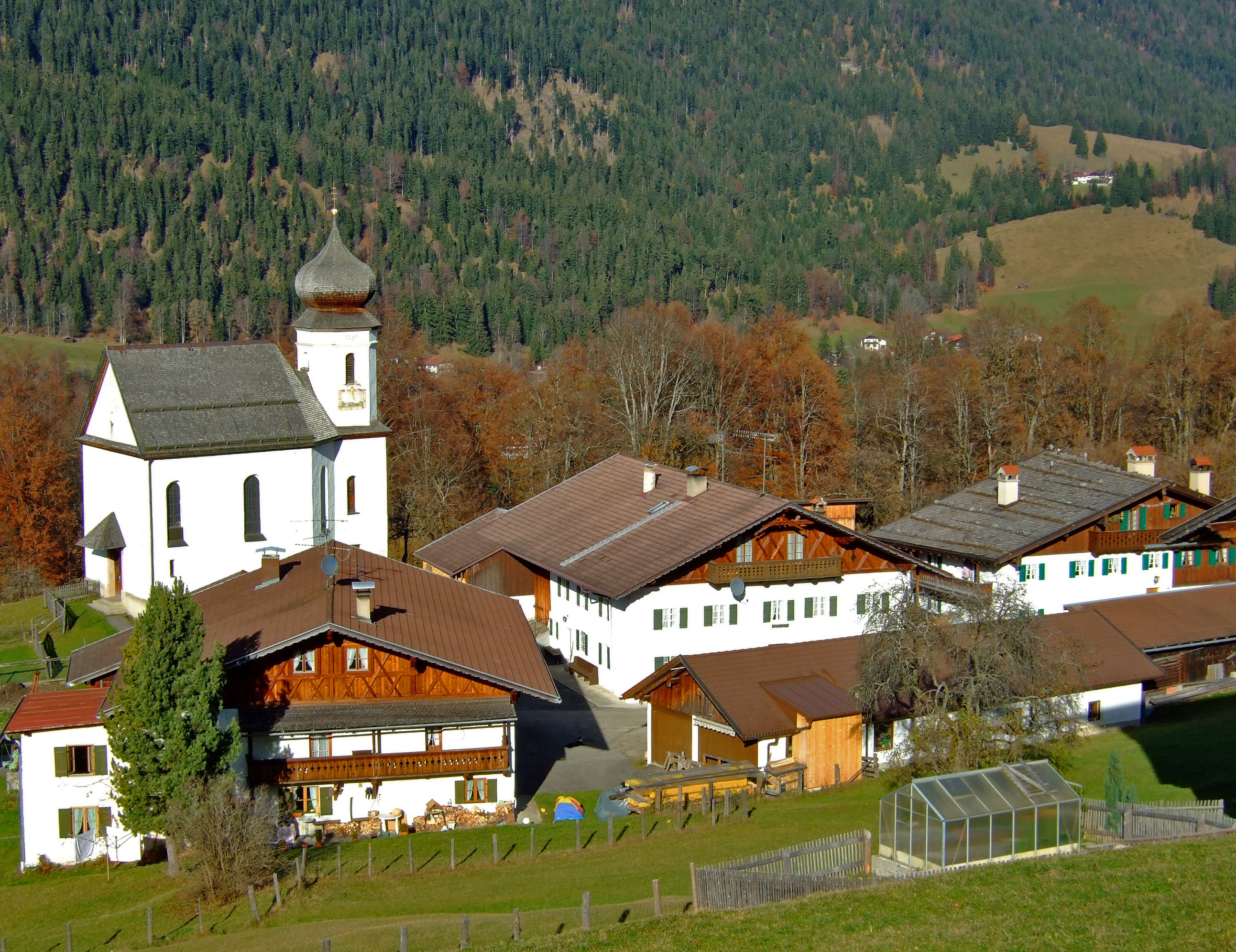
Ortszentrum von Wamberg

Das Kirchdorf Wamberg ist ein Gemeindeteil des Marktes Garmisch-Partenkirchen (Oberbayern) auf 996 m ü. NHN. Der Ort liegt auf der Nordseite des Wamberg-Sattels, einer Bergkette im Werdenfelser Land, mit dessen höchster Erhebung, dem gleichnamigen Berg Wamberg.
Von der Talstation der Eckbauerbahn führt ein Wanderweg zum Dorf, ebenso wie vom Berg Eckbauer selbst.

## Geschichte
Wamberg wird erstmals im 12. Jahrhundert urkundlich erwähnt. Aus zwei Schwaigen entwickelte sich das heutige bäuerliche Haufendorf in 996 m Höhe. Es besteht aus neun Einfirsthöfen überwiegend des 18. und 19. Jahrhunderts mit verputzten Wohnteilen und kleinen Nebengebäuden. Einheitliche Dachdeckung mit Legschindeln bestimmte lange Zeit das Ortsbild in besonderer Weise. Seit 1625 gehört Wamberg zur Pfarrei Partenkirchen. Die Kirche wurde 1721 anstelle einer älteren Kapelle erbaut. Bis zum 30. April 1978 war Wamberg eine eigenständige Gemeinde, dann erfolgte im Zuge der Gebietsreform in Bayern die Eingemeindung nach Garmisch-Partenkirchen.

## Kirche St. Anna

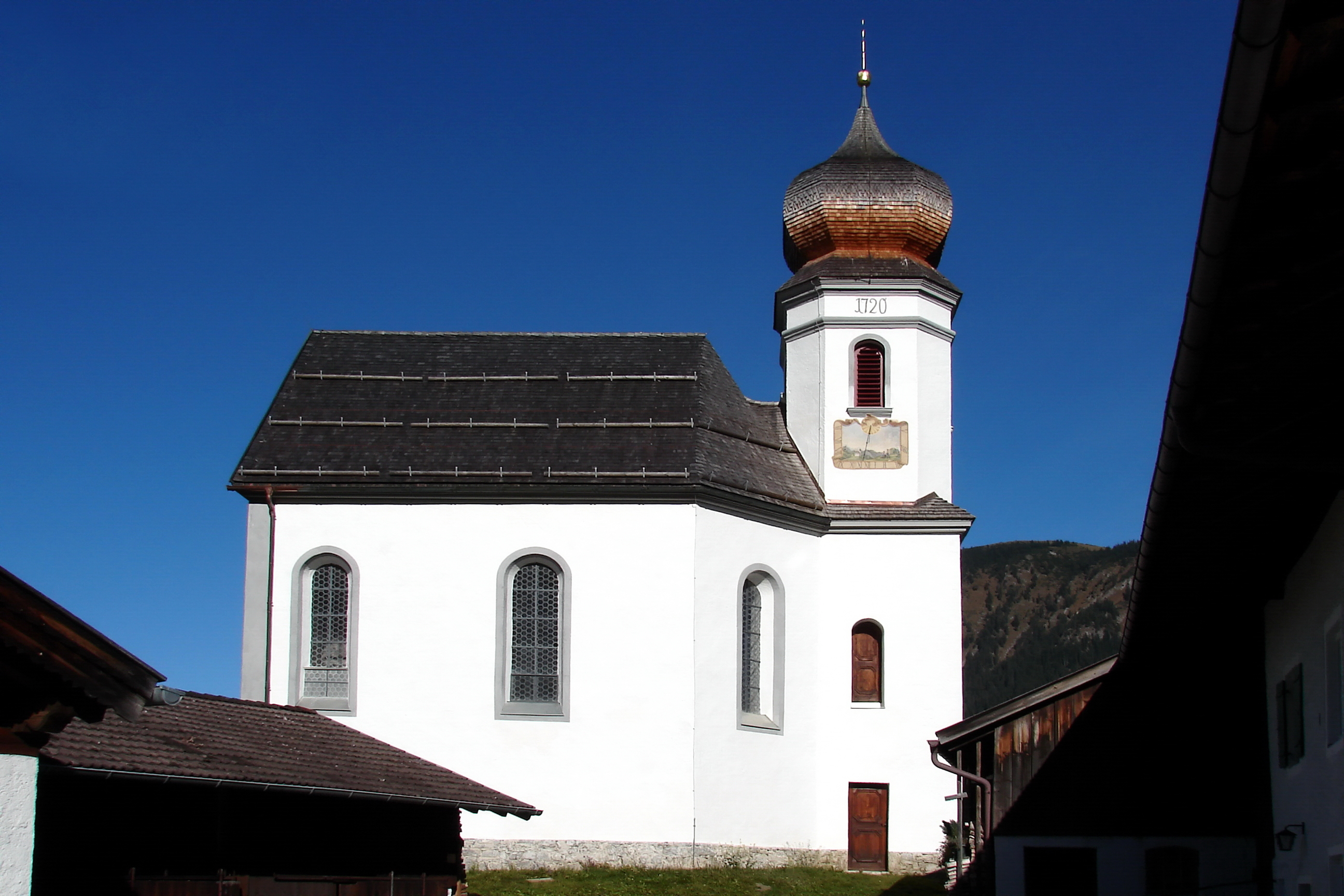
Kirche St. Anna

Die Kirche entstand im Jahr 1720 und wurde am 11. September 1721 durch den Fürstbischof Johann Franz Eckher von Kapfing und Liechteneck geweiht. In der Mitte des 18. Jahrhunderts baute Anton Lid aus Partenkirchen einen Beichtstuhl ein; 1843 kam eine Orgel von Joseph Pröbstl hinzu. Im Inneren befindet sich ein Hochaltar des Bildhauers Andreas Onich, der Anna selbdritt darstellt. Über dem Hochaltar befindet sich ein Bild der Heiligen Familie. An den Seiten sind Figuren des heiligen Rochus und heiligen Sebastian, der heiligen Notburga und des heiligen Isidor in Kostümen der damaligen Zeit zu sehen. Das Bauwerk wird im 21. Jahrhundert mit Hilfe von Fördermitteln von Privatpersonen saniert. Im Sommer 2020 sollen die Glocken restauriert werden.

## Gemeindeteile der früheren Gemeinde
Gemeindeteile auf dem Gebiet der ehemaligen Gemeinde Wamberg sind Kirchdorf und ursprünglicher Verwaltungssitz Wamberg,  Eckbauer (Eck), Vordergraseck, Mittergraseck, Hintergraseck, Gschwandt, Höfle, Schlattan und Kaltenbrunn. Kaltenbrunn ist etwa seit Mitte des 20. Jahrhunderts der größte Ort. Untypischer Weise ist das Gebiet der ehemaligen Gemeinde Wamberg heute keine eigene Gemarkung, sondern Teil der Gemarkung Partenkirchen.
Die Bevölkerung der einzelnen Ortsteile zu verschiedenen Volksszählungsständen:
| Schlüssel | Gemeindeteil   | Typ                | Bev. 1875 | Bev. 1925 | Bev. 6. Juni 1961 | Bev. 27. Mai 1970 | Bev. 25. Mai 1987 | Lage                         |
| --------- | -------------- | ------------------ | --------- | --------- | ----------------- | ----------------- | ----------------- | ---------------------------- |
| 006       | Eckbauer (Eck) | Einöde             | –         | 11        | 22                | 11                | 1                 | 47° 27′ 58″ N, 11° 7′ 59″ O  |
| 010       | Gschwandt      | Einöde             | 9         | 10        | 6                 | 5                 | 8                 | 47° 29′ 40″ N, 11° 9′ 48″ O  |
| 012       | Höfle          | Weiler             | 15        | 14        | 14                | 27                | 27                | 47° 29′ 24″ N, 11° 9′ 30″ O  |
| 011       | Hintergraseck  | Weiler             | 16        | 28        | 15                | 11                | 12                | 47° 27′ 42″ N, 11° 8′ 0″ O   |
| 013       | Kainzenbad     | Einöde             | 4         |           |                   |                   |                   | 47° 29′ 0″ N, 11° 7′ 42″ O   |
| 014       | Kaltenbrunn    | Dorf               | 13        | 41        | 71                | 112               | 111               | 47° 29′ 19″ N, 11° 10′ 36″ O |
| 018       | Mittergraseck  | Einöde             | 16        | 17        | 14                | 11                | 4                 | 47° 27′ 37″ N, 11° 7′ 44″ O  |
| 022       | Reinthal       | Einöde             | 9         |           |                   |                   |                   | 47° 26′ 53″ N, 11° 6′ 30″ O  |
| 026       | Schlattan      | Dorf               | 18        | 27        | 49                | 47                | 36                | 47° 29′ 22″ N, 11° 8′ 49″ O  |
| 031       | Vordergraseck  | Weiler             | 20        | 23        | 22                | 40                | 32                | 47° 28′ 0″ N, 11° 7′ 20″ O   |
| 032       | Wamberg        | Kirchdorf          | 50        | 48        | 37                | 35                | 36                | 47° 28′ 43″ N, 11° 9′ 2″ O   |
|           | Wamberg        | ehemalige Gemeinde | 170       | 219       | 250               | 299               | 267               |                              |

## Sehenswertes

### Bauwerke
Siehe Liste der Baudenkmäler in Wamberg

### Alte Baumriesen
- Großer Ahorn bei Wamberg
- Bergahorne am Wamberggipfel